# Prêmio James C. McGroddy para Novos Materiais
O Prêmio James C. McGroddy para Novos Materiais (em inglês:  James C. McGroddy Prize for New Materials) é um prêmio concedido anualmente desde 1975 pela American Physical Society, e sua designação atual data de 1999, quando a IMB o dotou com recursos financeiros. Antes disso era conhecido como International Prize for New Materials. Os recipientes são selecionados por "conquistas excepcionais na ciência e aplicação de novos materiais". É dotado com US$ 10.000.

## Recipientes
- 1975: Heinrich Welker
- 1976: William G. Pfann, Henry C. Theurer
- 1977: Francis Bundy, Tracy Hall, Herbert Strong, Robert H. Wentorf, Jr.
- 1978: John Sinfelt
- 1979: J. Eugene Kunzler, Bernd Theodor Matthias, John K. Hulm
- 1980: Pol Duwez, William Klement, Jr.
- 1981: LeGrand Van Uitert
- 1982: John Read Arthur, Alfred Yi Cho
- 1983: David Turnbull
- 1984: J. P. Remeika
- 1985: Leroy Chang, Leo Esaki, Raphael Tsu
- 1986: John Croat, Jan Herbst, Norman C. Koon, Masato Sagawa
- 1987: Dan Schechtman
- 1988: Johannes Georg Bednorz, Chu Ching-wu, Karl Alexander Müller
- 1989: John MacChesney, Robert Maurer, Charles Kao
- 1990: James L. Smith, Hans R. Ott, Frank Steglich, Zachary Fisk
- 1991: Francis J. DiSalvo, Jr., Frederic Holtzberg
- 1992: Robert Curl, Harold Kroto, Richard Smalley
- 1993: Gordon C. Osbourn
- 1994: Peter Grünberg, Albert Fert, Stuart Parkin
- 1999: Eugene E. Haller, Thomas Richard Anthony
- 2000: Merrill Brian Maple
- 2001: Arthur Gossard
- 2002: Donald S. Bethune, Sumio Iijima
- 2003: Charles Lieber
- 2004: Loren Pfeiffer
- 2005: Yoshinori Tokura
- 2006: Alex Zettl, Hongjie Dai
- 2007: Arthur J. Epstein, Joel S. Miller
- 2008: Arthur F Hebard, Jun Akimitsu, Robert C. Haddon
- 2009: Akihisa Inoue, William L. Johnson
- 2010: Nicola Spaldin, Ramamoorthy Ramesh, Sang-Wook Cheong
- 2011: Arthur P. Ramirez
- 2012: Robert Cava
- 2013: Costas Soukoulis, David Richard Smith, John Pendry
- 2014: Zhong Lin Wang
- 2015: Hideo Hosono